# 香港三罷行動
三罷行動是2019年香港市民反對修訂《逃犯條例》草案自發的集會及佔領街道運動，本条目按时间顺序羅列了「三罷」（罷工、罷課和罷市）示威行動的经过。

## 2019年8月

### 5日（星期一）
2019年8月5日三罷行動，又稱「8‧5三罷」，是2019年8月5日香港市民反對修訂逃犯條例自發的集會及佔領街道運動。當中的「三罷」指「罷工」、「罷課」及「罷市」。當天的港鐵不合作運動是歷來最大規模，造成影響最大，共造成8條鐵路線路服務受阻，其中觀塘綫及荃灣綫全線、港島綫來往上環站至柴灣站列車服務一度暫停。警方亦進行大規模清場行動，施發800枚催淚彈、140枚橡膠子彈及20發海綿彈驅散。並拘捕148人，最年輕一人僅13歲。當中有76名示威者在天水圍警署門外聲援期間，被防暴警察拘捕，有人受傷。

## 2019年11月

### 11日（星期一）
黎明行動，又稱「國殤紀念日三罷」發生於2019年11月11日，香港市民反對修訂逃犯條例自發的集會及佔領街道運動。當中包括「三罷」（「罷工」、「罷課」及「罷市」）。當天示威者在全港多區堵塞多條主要道路及破壞港鐵設施，所造成影響是繼同年8月5日三罷行動以來最大的。整日示威活動持續長達17小時。
受香港局勢影響，恒生指數在當日最多跌近821點，最終下跌724點收市，跌幅創8月5日三罷行動以來最大。

### 12日（星期二）
破曉行動發生於2019年11月12日，示威者發動「三罷」示威，包括自發集會和佔領街道行動，又以雜物阻塞道路、癱瘓交通，並在多處縱火及投擲燃燒彈。警察則使用催淚彈、布袋彈驅散示威者。與11月11日黎明行動相似，全日多區衝突持續長達17小時。

### 13日（星期三）
晨曦行動發生於2019年11月13日，示威者繼續發動「三罷」，號召民眾罷工、罷課、罷市，並繼續癱瘓交通系統。在上水，一批市民因政見不合向示威者投擲磚頭及用長棍攻擊，結果演變成雙方互相投擲雜物的衝突。70歲姓羅任職清潔工的男子在混亂中於疑被人以磚頭誤擲中頭部死亡，警方列謀殺案處理。

### 14日（星期四）
曙光行動發生於2019年11月14日，示威者繼續發動「三罷」，連續四天號召民眾罷工、罷課、罷市，繼續癱瘓交通系統；有網民直言希望經濟「攬炒」。

### 15日（星期五）
旭日行動發生於2019年11月15日，示威者繼續發動「三罷」，連續五天號召民眾罷工、罷課、罷市，繼續癱瘓交通系統。

### 16日（星期六）
榮光行動發生於2019年11月16日，示威者繼續發動「三罷」，連續六天號召民眾罷工、罷課、罷市，繼續癱瘓交通系統。

### 18日（星期一）
網民於2019年11月18日再次發起黎明行動2.0，再次號召民眾罷工、罷課、罷市，以聲援香港理工大學衝突。

## 2019年12月

### 9日（星期一）
有網民號召發動新一輪「三罷」及升級版「黎明行動」，由早上六時起在大埔、沙田、屯門、荃灣、觀塘、深水埗、黃大仙、將軍澳、油尖旺、灣仔十區發起示威，稱以此癱瘓社會運作，並對政府不回應五大訴求以示不滿，但這次參與者甚少。只有部分地區曾出現堵路情況，港鐵也有部分路軌曾有雜物，而九巴公司則靈活調配車務應對，交通大致未有受阻，而多區都有防暴警員戒備及截查途人。

## 2020年1月

### 29日（星期三）
因應2019冠狀病毒病香港疫情，市民要求全面封關，但政府拒絕。因此，有網民號召於1月29日發動「抗疫三罷」。